# Kryterium Asów Polskich Lig Żużlowych im. Mieczysława Połukarda 2011
Kryterium Asów Polskich Lig Żużlowych im. Mieczysława Połukarda 2011 – 30. edycja turnieju żużlowego poświęconego pamięci polskiego Mieczysława Połukarda, żużlowca odbył się 27 marca 2011. Zwyciężył Rosjanin Emil Sajfutdinow.

## Wyniki
- 27 marca 2011 (niedziela), Stadion Polonii Bydgoszcz
- NCD: Emil Sajfutdinow – 61,31 w wyścigu 1
- Sędzia: Wojciech Grodzki

| Msc. | Zawodnik               | Klub         | Pkt     |              |  |
| ---- | ---------------------- | ------------ | ------- | ------------ |  |
| 1    | (4) Emil Sajfutdinow   | Rosja        | 13      | (3,3,1,3,3)  |  |
| 2    | (5) Tomasz Gollob      | Gorzów Wlkp. | 11+3(A) | (1,3,3,2,2)  |  |
| 3    | (10) Nicki Pedersen    | Dania        | 11+2(B) | (2,1,3,3,2)  |  |
| 4    | (7) Tomasz Gapiński    | Bydgoszcz    | 10      | (2,3,2,2,1)  |  |
| 5    | (12) Grzegorz Walasek  | Bydgoszcz    | 10      | (3,0,2,1,3)  |  |
| 6    | (16) Artiom Łaguta     | Rosja        | 8       | (3,2,3)      |  |
| 7    | (13) Piotr Świderski   | Wrocław      | 8       | (1,2,0,3,2)  |  |
| 8    | (1) Grigorij Łaguta    | Rosja        | 7       | (1,d,d,3,3)  |  |
| 9    | (2) Artur Mroczka      | Gorzów Wlkp. | 7       | (0,2,1,1,3)  |  |
| 10   | (8) Damian Baliński    | Leszno       | 7       | (3,1,2,d,1)  |  |
| 11   | (14) Robert Kościecha  | Bydgoszcz    | 6       | (2,wu,3,0,1) |  |
| 12   | (6) Maciej Janowski    | Wrocław      | 5       | (0,3,1,0,1)  |  |
| 13   | (11) Rune Holta        | Toruń        | 5       | (1,0,2,2,0)  |  |
| 14   | rez. Mikołaj Curyło    | Bydgoszcz    | 4       | (0,2,2)      |  |
| 15   | (3) Adrian Miedziński  | Toruń        | 4       | (2,1,1,d,0)  |  |
| 16   | (15) Ryan Sullivan     | Australia    | 3       | (0,2,0,1,0)  |  |
| 17   | rez. Szymon Woźniak    | Bydgoszcz    | 2       | (1,1,0)      |  |
| 18   | (9) Piotr Protasiewicz | Zielona Góra | 0       | (w,u)        |  |

Bieg po biegu
1. [61,31] Sajfutdinow, Miedziński, G. Łaguta, Mroczka
2. [62,32] Baliński, Gapiński, Gollob, Janowski
3. [61,60] Walasek, Pedersen, Holta, Protasiewicz
4. [62,02] A. Łaguta, Kościecha, Świderski, Sullivan
5. [63,31] Gollob, Świderski, Woźniak, G. Łaguta   Woźniak za Protasiewicza
6. [63,58] Janowski, Mroczka, Pedersen, Kościecha
7. [62,70] Gapiński, Sullivan, Miedziński, Walasek
8. [62,48] Sajfutdinow, A. Łaguta, Baliński, Davidsson
9. [63,46] A. Łaguta, Holta, Janowski, G. Łaguta
10. [62,13] Gollob, Walasek, Mroczka, Sullivan
11. [63,66] Kościecha, Baliński, Miedziński, Curyło Curyło za Protasiewicza
12. [63,30] Pedersen, Gapiński, Sajfutdinow, Świderski
13. [64,63] G. Łaguta, Gapiński, Walasek, Kościecha
14. [65,07] Świderski, Holta, Mroczka, Baliński
15. [64,28] Pedersen, Gollob, Miedziński, Woźniak Woźniak za Artioma Łagutę
16. [63,73] Sajfutdinow, Curyło, Sullivan, Janowski Curyło za Protasiewicza
17. [65,45] G. Łaguta, Pedersen, Baliński, Sullivan
18. [65,66] Mroczka, Curyło, Gapiński, Woźniak  Curyło za Artioma Łagutę, Woźniak za Protasiewicza
19. [65,63] Walasek, Świderski, Janowski, Miedziński
20. [63,93] Sajfutdinow, Gollob, Kościecha, Holta
21. Wyścig dodatkowy o 2. miejsce: [64,16] Gollob (A), Pedersen (B)